# Жорноклей Павло Євтихійович
Павло́ Євти́хійович Жорнокле́й (15 (28) серпня 1914 , Білопілля, Білопільська волость, Бердичівський повіт, Київська губернія, Російська імперія  — невідомо ) — радянський зоотехнік-селекціонер. Лауреат Сталінської премії за видатні винаходи і корінні удосконалення методів виробничої роботи першого ступеня (1951, за виведення нової породи великої рогатої худоби «Казахська білоголова»).

## Біографія
Народився 15 (28) серпня 1914 в селі Білопілля (нині Козятинський район, Вінницька область, Україна). Закінчив Козятинський агрозоотехнічний технікум (1931). 
У 1932–1934 роках працював в Західно-Казахстанській області в радгоспі «Шилік», у 1934–1941 роках — старший зоотехнік радгоспу «Анкатинский», в 1941–1942 роках — дослідної станції тваринництва в Західно-Казахстанської області, у 1943–1946 роках — працівник племінної радгоспу «Сальськ» (Ростовська область), у 1946–1955 роках — директор племінної радгоспу «Броди» в Жовтневому районі (Оренбурзька область), у 1955–1957 роках — заступник начальника управління радгоспів Оренбурзької області, у 1957–1960 роках — директор радгоспу м'ясного напряму «Рубешен», у 1960 році — завідувач лабораторії ВНДІ.